# كابتن أندربانتس
كابتن أندربانتس (بالإنجليزية: Captain Underpants: The First Epic Movie)‏ هو فيلم رسوم متحركة أمريكي ، باللغة الأمريكية يستند إلى كتاب مصور يحمل نفس الاسم ، من تأليف داف بيلكي ، من إنتاج شركة دريم ووركس أنيميشن ، والفيلم من إخراج ديفيد سورين وكتبه نيكولاس ستولر. تم إصداره في 2 يونيو 2017 بواسطة توينتيث سينشوري فوكس.

## قصة
جورج بيرد وصديقه هارولد هاجینز في المدرسة هارولد هما تلميذان مبتكران للغاية في الصف الرابع. معًا يصنعون البطل الخارق الخيالي والبطيء عقليًا كابتن أندربانتس. لكن هارولد وجورج سرعان ما لم يعودوا راضين عن الوجود الخيالي للكابتن أندربانتس - إنهم يريدون إنقاذ عالمهم المشكوك فيه في الواقع. مدير المدرسة المتغطرس ، السيد كروب ، مفيد. بدون مزيد من اللغط ، يتم تنويم المدیر غير المحبوب وتحويله إلى كابتن أندربانتس. ينطلق الثلاثة معًا في مغامرة مثيرة يواجهون فيها العالم المجنون البروفيسور السراويل بوبي من مرحاض تيربو 2000 والواشي ملفين سنيدلي.

## وصلات خارجية
- كابتن أندربانتس على موقع IMDb (الإنجليزية)
- كابتن أندربانتس على موقع ميتاكريتيك (الإنجليزية)
- كابتن أندربانتس على موقع روتن توميتوز (الإنجليزية)
- كابتن أندربانتس على موقع نتفليكس (الإنجليزية)
- كابتن أندربانتس على موقع قاعدة بيانات الأفلام العربية
- كابتن أندربانتس على موقع ألو سيني (الفرنسية)
- كابتن أندربانتس على موقع أول موفي (الإنجليزية)
- كابتن أندربانتس على موقع بوكس أوفيس موجو (الإنجليزية)
- كابتن أندربانتس على موقع فيلمافينيتي (الإسبانية)
- كابتن أندربانتس على موقع قاعدة بيانات الفيلم (الإنجليزية)